# Генрі Флетчер Ганс
Генрі Флетчер Ганс (англ. Henry Fletcher Hance; 4 серпня 1827 — 22 червня 1886) — британський ботанік та дипломат.

## Біографія
Генрі Флетчер Ганс народився 4 серпня 1827 року у Лондоні. Він навчався в Лондоні та у Бельгії.
З 1878 до 1881 року та у 1883 році Генрі Флетчер Ганс був призначений консулом у Кантоні. У 1886 році він був призначений консулом в місті Сямень.
Генрі Флетчер Ганс помер 22 червня 1886 року в місті Сямень.

## Наукова діяльність
Вільний від роботи дипломатом час Генрі Флетчер Ганс присвятив вивченню флори Китаю. Він спеціалізувався на папоротеподібних та насіннєвих рослинах.
Генрі Флетчер Ганс є автором назв багатьох ботанічних таксонів.

## Публікації
У 1873 році Генрі Флетчер Ганс опублікував додаток до книги Flora Hongkongensis.